# Слюсарі
Слюсарі́ — колишнє село в Україні, в Решетилівському районі Полтавської області. Підпорядковувалося Решетилівській селищній раді.
Зняте з обліку рішенням Полтавської обласної ради від 23 травня 2013 року.

## Географія
Село Слюсарі знаходилося на відстані 2,5 км від сіл Онищенки, Колотії та Гришки.